# Saint-Germain (Vienne)
Saint-Germain – miejscowość i gmina we Francji, w regionie Nowa Akwitania, w departamencie Vienne.
Według danych na rok 1990 gminę zamieszkiwało 1037 osób, a gęstość zaludnienia wynosiła 51 osób/km² (wśród 1467 gmin regionu Poitou-Charentes Saint-Germain plasuje się na 293. miejscu pod względem liczby ludności, natomiast pod względem powierzchni na miejscu 387.).